# Kushima
Kushima (串間市, Kushima-shi) est une ville située dans la préfecture de Miyazaki, sur l'île de Kyūshū, au Japon.

## Géographie

### Situation

Kushima dans la préfecture de Miyazaki.

Kushima est située à l'extrême sud de la préfecture de Miyazaki, au niveau du cap Toi. L'île de Kō-jima fait partie de la municipalité.

### Démographie
Le 1er avril 2010, la ville de Kushima comptait 20 493 habitants, répartis sur une superficie de 294,96 km2 (densité de population de 69 hab./km2). Le 1er octobre 2020, la population était de 16 822 habitants.

### Hydrographie
Kushima est située à l'embouchure du fleuve Fukushima qui se jette dans l'océan Pacifique.

## Histoire
La ville moderne de Kushima a été fondée le 3 novembre 1954.

## Éducation
La ville compte douze écoles primaires, six collèges et un lycée.

## Transports
La ville est desservie par la ligne Nichinan de la JR Kyushu.

## Jumelages
Kushima est jumelée avec :
- Ibiúna (Brésil) depuis 1987
- Baoding (Chine) depuis 1997